# Гряцкое
Гряцкое — деревня в Рязанском районе Рязанской области. Входит в состав Дядьковского сельского поселения.

## География
Находится в северо-западной части Рязанской области на расстоянии приблизительно 12 км на юго-восток по прямой от вокзала станции Рязань I.

## История
Деревня была отмечена уже на карте 1797 года. На карте 1850 года отмечена как поселение с 30 дворами. В 1859 году здесь (тогда деревня Рязанского уезда Рязанской губернии) был учтен 31 двор, в 1897— 70.

## Население
Численность населения: 313 человек (1859 год), 492 (1897), 67 в 2002 году (русские 100 %), 36 в 2010.